# سارمران
سارمران، روستایی از توابع بخش مرکزی شهرستان اسفراین در استان خراسان شمالی ایران است. محصولات این روستا غلات، پنبه، زیره و انواع میوه شامل انگور، زردآلو، انار و … است. شغل اهالی زراعت و دامداری است. دامداران این روستا یکی از بزرگ‌ترین تولیدکنندگان شیر و فراورده‌های لبنی در شهرستان می‌باشند که روزانه حدود ۲۰۰۰ لیتر شیر توسط دامداران این روستا تولید می‌شود. بیشترین سطح کشت گلخانه خیار شرق کشور در این روستا می‌باشد این روستا یکی از روستاهای پرجمعیت شهرستان و جمعیت آن ۱۵۰۰نفر می‌باشد. این روستا بیش از ۳۰ سال است که اهالی از شبکه برق و آب لوله‌کشی شده‌ استفاده می‌نمایند و در حال حاضر از تلفن ثابت و شبکه گاز نیز بهره‌مند می‌باشند. از جمله امکانات و تأسیسات موجود در روستا می‌توان به سالن ورزشی چند منظوره؛ کتابخانه عمومی؛ خانه بهداشت؛ مرکز بهداشتی و درمانی، داروخانه /دارای پزشک ثابت/ پاسگاه انتظامی؛ مدرسه ابتدایی، راهنمایی، دبیرستان شبانه‌روزی؛ پست بانک؛ مخابرات ـ اشاره کرد. اعضای شورای اسلامی این روستا سه نفر می‌باشند. جاده اسفراین به استان سمنان و اسفراین به استان گلستان ار کنار این روستا می‌گذرد تپه باستانی با قدمت طولانی در جنوب روستا واقع است

## جمعیت
این روستا در دهستان دامنکوه قرار دارد و براساس سرشماری سالیانه مرکز بهداشت درسال ۱۳۹۹ جمعیت آن ۱۰۳۵ نفر (۳۱۵خانوار) بوده‌است.

## زبان
اکثر مردم روستا به زبان کزمانجی صحبت می‌کنند تعدادی اندکی (۱۵ خانوار) نیز از سادات روستا به زبان فارسی با گویش سبزواری صحبت می‌کنند